# Freddy Durrleman
Pour les articles homonymes, voir Durrleman.
Alfred Durrleman, dit Freddy, (17 septembre 1881 à Saintes - 5 janvier 1944 à Carrières-sous-Poissy) est un pasteur de l'Église réformée de France, fondateur en 1920 de La Cause, une organisation protestante dédiée à des œuvres sociales (adoptions, aveugles et mariages) et à l'évangélisation en France.

## Biographie

### Jeunesse
Freddy Durrleman est le fils de Jean Durrleman, originaire du canton de Thurgovie, devenu évangéliste de la Mission populaire évangélique, et de Lydie Pons, originaire du canton de Vaud. Son père ayant pris en 1885 la direction du poste de la Mission populaire à Rochefort, Freddy Durrleman fait des études secondaires au lycée de cette ville, puis supérieures à la faculté de théologie protestante de Montauban. Il est naturalisé français en 1913.

### Engagements chrétiens
En 1906, il participe à la fondation à Montpellier de La Gerbe, une association visant à fédérer différentes œuvres protestantes de jeunesse de cette ville, notamment les sections locales de la « Fédé », de l'UCJF, de l'UCJG, de la Muse ouvrière et de l'Œuvre du trousseau,.
En 1907, il succède à son ami Élie Gounelle en tant que pasteur à Roubaix et directeur de la Solidarité de Roubaix. En 1908, il adhère à L'Union des socialistes chrétiens,, un mouvement créé la même année par Paul Passy et Raoul Biville qui se veut « l'extrême gauche des chrétiens sociaux ». À la même époque, selon André Encrevé, il est « très probablement » membre de la S.F.I.O, « tout en maintenant ses distances avec l'aile guesdiste »,. Selon son fils Christophe, Freddy Durrleman développe à la Solidarité « les contacts avec les anarchistes et les socialistes-guesdistes avec lesquels des actions communes sont entreprises ». En 1912, il quitte Roubaix et devient directeur adjoint de la Société centrale d'évangélisation, puis de la Mission populaire évangélique.

### Mobilisation durant la Première Guerre mondiale
En 1914, il est mobilisé comme infirmier à l'hôpital Bégin, puis affecté en novembre 1915 comme aumônier sur un navire-hôpital en Méditerranée (le France IV, puis le Duguay-Trouin), en relation avec l'Armée d'Orient,. « Confronté aux questions les plus variées des matelots et officiers non-protestants [...] qui désiraient être documentés sur la religion évangélique », il y commence la rédaction de l'Initiation protestante. Il encourage la création d'une ligue anti-alcoolique à bord du Dugay-Trouin et tente en vain d'y rallier les officiers qui se montrent réticents.

### Fondation de La Cause et évolution
En 1920, il fonde La Cause, un mouvement d'évangélisation protestante qui édite des brochures et organise des conférences publiques, et organise à compter de 1928 des émissions religieuses sur Radio-Paris,, puis au Poste Parisien et à Radio Luxembourg, qui lui procurent, selon André Encrevé, une « assez large audience ». Il évolue progressivement vers la droite, se rapproche dans les années 1930 de la Fédération nationale catholique et mène, selon André Encrevé, « une lutte très vigoureuse contre l'athéisme et le communisme marxiste, ce qui l'amène à s'opposer aux chrétiens sociaux et aux protestants de gauche en général », puis au Front populaire, sans toutefois transiger sur les principes républicains ou sur la condamnation de l'antisémitisme, mais en défendant plutôt un « philosémitisme millénariste ». Son message, notamment radiophonique, s'oppose alors, selon Jacques Poujol et Marie Médard, à ce qu'il estime être un « effondrement national » et à « ceux qu'aveuglent le pacifisme ou la recherche de la justice sociale ».

### Engagement durant la Seconde Guerre mondiale
Dès 1940, il participe à la feuille clandestine Arc, écrite et publiée par Jules Correard,, qui constitue une « esquisse de résistance », promouvant la « résurrection de l'indépendance nationale » et flétrissant les collaborateurs, tout en attendant une libération de la France « moins des Français que d'une victoire anglaise ». Correard avait institué « une sorte de comité de rédaction [...] pour l'assister de ses conseils », constitué de ses amis Gaston Tessier, Freddy Durrleman et Robert de Roux, qui se réunissait hebdomadairement à son domicile. Une fois les feuilles de Correard imprimées et distribuées par ce dernier et ses proches, « Durrleman emportait les stencils et procédait chez lui avec sa secrétaire à un nouveau tirage et à une distribution supplémentaire ». En janvier 1941, lors du service funèbre d'un officier anglais mort à Drancy, Freddy Durrleman prononce une allocution en proclamant « hautement sa foi dans la victoire finale des forces du bien sur les forces du mal » et fait distribuer des évangiles à l'assistance,. Dénoncé pour propagande anti-allemande, il est arrêté par la Gestapo, son domicile est perquisitionné et des stencils d'Arc, découverts,. Marc Boegner, croyant à tort que le pasteur avait été « remis à la justice française », adresse au garde des sceaux, Joseph Barthélémy, une lettre de soutien à Durrleman, où « il insiste sur l'anticommunisme de son collègue ». Ce dernier est interné à la prison du Cherche-Midi, puis, après plusieurs interrogatoires, condamné « pour faits de résistance » par le tribunal allemand de Saint-Cloud à 18 mois d'internement, qu'il purge  à Fresnes. Freddy Durrleman fait un service religieux le 11 novembre 1941 pour des codétenus. Durant son internement, il rédige une Initiation chrétienne, qui sera publiée en 1987 sous le titre Jésus et le Christianisme. Il est libéré en juillet 1942.

### Fin de vie et succession
Il meurt le 5 janvier 1944 des suites d'une crise cardiaque. Il est inhumé au cimetière de Carrières-sous-Poissy et reçoit à titre posthume la médaille de la résistance. Son épouse, Élisabeth Durrleman lui succède à la direction de la Cause, jusqu'à sa mort en 1954. Il est le père du pasteur Valdo Durrleman, du pasteur Christophe Durrleman (1921-2001), qui dirige la fondation La Cause à partir de 1954, de France Dressen-Durrleman (1916-1997) qui fonde le cours Bernard Palissy en 1942 et le grand-père d'Antoine Durrleman, haut fonctionnaire.

## Publications
- Lettres d’un aumônier sur un navire-hôpital, Armée d’Orient (1915-1918), préface de Patrick Cabanel, Éditions La Cause, 2014, 230 p.
- La guerre et la paix d'après la Bible, Paris, Société centrale d'évangélisation, 1918.
- Salonique et Saint-Paul, Paris, Société centrale d'évangélisation, 1919.
- Plaidoyer pour Israël (conférence faite à Radio-Paris, le jeudi 6 avril 1933), Cahors, impr. A. Coueslant/La Cause, 69, 1932.
- Éloge et condamnation de la Révocation de l'Édit de Nantes : à propos du 250e anniversaire de la révocation de l'Édit de Nantes, documents rassemblés par Freddy Dürrleman, Carrières-sous-Poissy, La Cause, s. d.
- Les Unions chrétiennes dorment-elles ? Comment les rendre conquérantes ?, rapport présenté à la XIVe Conférence nationale des unions chrétiennes de jeunes gens, Nancy, 1-4 novembre 1906, lire en ligne sur Gallica
- Jésus et le christianisme, La Cause, 1987[30],[31]